# Bolivaritettix sanbaishanensis
Bolivaritettix sanbaishanensis är en insektsart som beskrevs av Deng, W.-a., Z. Zheng och S.-z. Wei 2010. Bolivaritettix sanbaishanensis ingår i släktet Bolivaritettix och familjen torngräshoppor. Inga underarter finns listade i Catalogue of Life.